# Coalbrookdale
Coalbrookdale – miejscowość w Anglii, w hrabstwie Shropshire. Leży 20 km na południowy wschód od miasta Shrewsbury i 205 km na północny zachód od Londynu.